# 山内村 (香川県)
山内村（やまのうちそん）は、香川県綾歌郡にあった村。

## 人口
| \| 1920年（大正9年） \| 3,595人 \| \| \| 1925年（大正14年） \| 3,744人 \| \| \| 1930年（昭和5年） \| 3,757人 \| \| \| 1935年（昭和10年） \| 3,778人 \| \| \| 1940年（昭和15年） \| 3,702人 \| \| \| 1947年（昭和22年） \| 5,057人 \| \| \| 1950年（昭和25年） \| 5,005人 \| \| |         |  |
| 総務省統計局 / 国勢調査（1950年） |         |  |
| 1920年（大正9年） | 3,595人 |  |
| 1925年（大正14年） | 3,744人 |  |
| 1930年（昭和5年） | 3,757人 |  |
| 1935年（昭和10年） | 3,778人 |  |
| 1940年（昭和15年） | 3,702人 |  |
| 1947年（昭和22年） | 5,057人 |  |
| 1950年（昭和25年） | 5,005人 |  |

## 歴史
- 1890年2月15日 - 町村制施行に伴い、阿野郡福家村、新名村、柏原村が合併し、山内村が発足。
- 1899年4月1日 - 阿野郡が鵜足郡と合併し、綾歌郡となる。
- 1955年3月20日 - 端岡村と合併し、国分寺町が発足。同日付で山内村が廃止。